# Phil Davis (peleador)
Phil Kwabina Davis (25 de septiembre de 1984) es un peleador de artes marciales mixtas estadounidense que actualmente compite en la categoría de peso semipesado de Bellator MMA y Professional Fighters League, donde ha sido Campeón Mundial de Peso Semipesado de Bellator.

## Carrera de artes marciales mixtas

### Ultimate Fighting Championship
Davis firmó con el UFC en diciembre de 2009.
Haría su debut en UFC contra Brian Stann el 6 de febrero de 2010 en UFC 109. Davis ganó la pelea por decisión unánime.
Davis se enfrentaría al también invicto Alexander Gustafsson el 10 de abril de 2010 en UFC 112. Davis derrotó a Gustafsson por sumisión en la primera ronda, dando a Gustafsson su primera derrota profesional.
Davis se enfrentó a Rodney Wallace el 7 de agosto de 2010 en UFC 117 sustituyendo al lesionado Stanislav Nedkov. Davis controló la pelea con su lucha y ganó por decisión unánime.
El 20 de noviembre de 2010, Davis se enfrentó a Tim Boetsch en UFC 123. Davis ganó la pelea con una sumisión de kimura modificada apodada "Mr. Wonderful". Fue galardonado con 80.000 dólares por la Sumisión de la Noche y recibió el premio a la Sumisión del Año concedida por MMANews247.com.
Davis había cambiado de nuevo su pelea y sustituyó al lesionado Tito Ortiz contra Antônio Rogério Nogueira en UFC Fight Night 24 el 26 de marzo de 2011. Davis derrotó a Nogueira por decisión unánime.
Davis se enfrentó a Rashad Evans el 28 de enero de 2012 en UFC on Fox 2. Davis perdió por decisión unánime.
Davis esperaba enfrentarse a Chad Griggs, el 4 de agosto de 2012 en UFC on Fox 4. Sin embargo, Griggs fue obligado a salir de la pelea por una lesión y fue reemplazado por el recién llegado Wagner Prado. La pelea fue declarada "Sin resultado" después de que Davis metiera los dedos el ojo de Prado.
La revancha con Prado fue relacionada con el evento UFC on FX 5, en cambio se llevó a cabo el 13 de octubre de 2012 en UFC 153. Davis ganó la revancha por sumisión en la segunda ronda.
El 27 de abril de 2013, Davis se enfrentó a Vinny Magalhães en UFC 159. Davis ganó la pelea por decisión unánime.
Davis se enfrentó al excampeón de peso semipesado de UFC Lyoto Machida el 3 de agosto de 2013 en UFC 163. Davis ganó la pelea en una muy controvertida decisión unánime, ya que el público del evento, medios especializados y el propio presidente de UFC Dana White, así como Fight Metric dieron como ganador a Machida 30-27.
El 26 de abril de 2014, Davis se enfrentó a Anthony Johnson en UFC 172. Davis perdió la pelea por decisión unánime.
Davis se enfrentó a Glover Teixeira el 25 de octubre de 2014 en UFC 179. Davis ganó la pelea por decisión unánime.
El 24 de enero de 2015, Davis se enfrentó a Ryan Bader en UFC on Fox 14. Davis perdió la pelea por decisión dividida.

### Bellator MMA
El 15 de abril de 2015, se anunció que Davis había firmado un contrato con Bellator MMA.
El 19 de septiembre, Davis se enfrentó a Emanuel Newton y Francis Carmont en Bellator MMA & Glory: Dynamite 1, a los cuales derrotó por sumisión y nocaut en la primera ronda, respectivamente.
Davis se enfrentó a Muhammed Lawal el 14 de mayo de 2016 en Bellator 154. Davis ganó la pelea por decisión unánime.

##### Grand Prix de Peso Semipesado de Bellator
El 9 de febrero de 2021, se anunció que Davis participaría en el Grand Prix de Peso Semipesado de Bellator. Davis está programado para enfrentar a Vadim Nemkov por el Campeonato Mundial de Peso Semipesado de Bellator en los cuartos de final. La pelea fue una revancha de su pelea de noviembre de 2018, que Nemkov ganó por decisión dividida. La pelea se llevó a cabo el 16 de abril de 2021, en Bellator 257. Davis perdió la pelea por decisión unánime, con Nemkov controlando los primeros 3 asaltos de pie.

##### Post Grand Prix
Davis enfrentó a Yoel Romero, que estaba haciendo su debut en Bellator, el 18 de septiembre de 2021, en Bellator 266. Ganó la pelea por decisión dividida. Cinco de cinco medios especializados le dieron la pelea a Davis.
Davis enfrentó a Julius Anglickas el 12 de marzo de 2022, en Bellator 276. Ganó la pelea por decisión unánime.
Davis enfrentó a Corey Anderson el 16 de junio de 2023, en Bellator 297. Perdió la pelea por decisión dividida.

### Professional Fighters League

#### Temporada 2024
Davis está programado para enfrentar a Rob Wilkinson el 12 de abril de 2024, en PFL 2.

## Campeonatos y logros

### Artes marciales mixtas
- Ultimate Fighting Championship
  - Sumisión de la Noche (una vez)

- Bellator MMA
  - Campeón de Peso Semipesado (una vez)
  - Torneo de Peso Semipesado Dynamite 1 (ganador)

- MMA News 247
  - Sumisión del Año (2010) vs. Tim Boetsch el 20 de noviembre[31]

### Lucha colegial
- National Collegiate Athletic Association
  - NCAA División I All-American en la Universidad Estatal de Pensilvania (2005), (2006), (2007), (2008)[32]
  - NCAA División I 197 lb - 7º en la Universidad Estatal de Pensilvania (2005)[33]
  - NCAA División I 197 lb - Subcampeón en la Universidad Estatal de Pensilvania (2006)[33]
  - NCAA División I 197 lb - 5º en la Universidad Estatal de Pensilvania (2007)[33]
  - NCAA División I 197 lb - Campeón en la Universidad Estatal de Pensilvania (2008)[33]

## Récord en artes marciales mixtas
| Récord profesional | Récord profesional | Récord profesional |
| 32 peleas          | 24 victorias       | 7 derrotas         |
| ------------------ | ------------------ | ------------------ |
| Nocaut             | 6                  | 0                  |
| Sumisión           | 5                  | 0                  |
| Decisión           | 13                 | 7                  |
| Sin resultado      | 1                  | 1                  |

| Resultado     | Récord   | Oponente                 | Método                             | Evento                              | Fecha                    | Ronda | Tiempo | Localización            | Notas |
| ------------- | -------- | ------------------------ | ---------------------------------- | ----------------------------------- | ------------------------ | ----- | ------ | ----------------------- | --- |
|               |          | Rob Wilkinson            |                                    | PFL 1                               | 12 de abril de 2024      |       |        | Las Vegas, Nevada       | |
| Derrota       | 24–7 (1) | Corey Anderson           | Decisión (dividida)                | Bellator 297                        | 16 de junio de 2023      | 3     | 5:00   | Chicago, Illinois       | |
| Victoria      | 24–6 (1) | Julius Anglickas         | Decisión (unánime)                 | Bellator 276                        | 12 de marzo de 2022      | 3     | 5:00   | St Louis, Misuri        | |
| Victoria      | 23–6 (1) | Yoel Romero              | Decisión (dividida)                | Bellator 266                        | 18 de septiembre de 2021 | 3     | 5:00   | San José, California    | |
| Derrota       | 22–6 (1) | Vadim Nemkov             | Decisión (unánime)                 | Bellator 257                        | 16 de abril de 2021      | 5     | 5:00   | Uncasville, Connecticut | Cuartos de final del Gran Prix de Peso Semipesado de Bellator. Por el Campeonato de Peso Semipesado de Bellator. |
| Victoria      | 22–5 (1) | Lyoto Machida            | Decisión (dividida)                | Bellator 245                        | 11 de septiembre de 2020 | 3     | 5:00   | Uncasville, Connecticut | |
| Victoria      | 21–5 (1) | Karl Albrektsson         | TKO (golpes)                       | Bellator 231                        | 25 de octubre de 2019    | 3     | 3:06   | Uncasville, Connecticut | |
| Victoria      | 20–5 (1) | Liam McGeary             | Sumisión (golpes)                  | Bellator 220                        | 27 de abril de 2019      | 3     | 4:11   | San José, California    | |
| Derrota       | 19–5 (1) | Vadim Nemkov             | Decisión (dividida)                | Bellator 209                        | 15 de noviembre de 2018  | 3     | 5:00   | Tel Aviv                | |
| Victoria      | 19–4 (1) | Linton Vassell           | KO (patada a la cabeza)            | Bellator 200                        | 25 de mayo de 2018       | 3     | 1:05   | Londres                 | |
| Victoria      | 18–4 (1) | Leonardo Leite           | Decisión (unánime)                 | Bellator 186                        | 3 de noviembre de 2017   | 3     | 5:00   | Pensilvania             | |
| Derrota       | 17–4 (1) | Ryan Bader               | Decisión (dividida)                | Bellator 180                        | 24 de junio de 2017      | 5     | 5:00   | Nueva York              | Perdió el Campeonato de Peso Semipesado de Bellator·                                                             |
| Victoria      | 17–3 (1) | Liam McGeary             | Decisión (unánime)                 | Bellator 163                        | 4 de noviembre de 2016   | 5     | 5:00   | Uncasville, Connecticut | Ganó el Campeonato de Peso Semipesado de Bellator.                                                               |
| Victoria      | 16–3 (1) | Muhammed Lawal           | Decisión (unánime)                 | Bellator 154                        | 14 de mayo de 2016       | 3     | 5:00   | San José, California    | |
| Victoria      | 15–3 (1) | Francis Carmont          | KO (golpes)                        | Bellator MMA & Glory: Dynamite 1    | 19 de septiembre de 2015 | 1     | 2:15   | San José, California    | Torneo de Peso Semipesado (final).                                                                               |
| Victoria      | 14–3 (1) | Emanuel Newton           | Sumisión (kimura)                  | Bellator MMA & Glory: Dynamite 1    | 19 de septiembre de 2015 | 1     | 4:39   | San José, California    | Torneo de Peso Semipesado (semifinal).                                                                           |
| Derrota       | 13–3 (1) | Ryan Bader               | Decisión (dividida)                | UFC on Fox: Gustafsson vs. Johnson  | 24 de enero de 2015      | 3     | 5:00   | Estocolmo               | |
| Victoria      | 13–2 (1) | Glover Teixeira          | Decisión (unánime)                 | UFC 179                             | 25 de octubre de 2014    | 3     | 5:00   | Río de Janeiro          | |
| Derrota       | 12–2 (1) | Anthony Johnson          | Decisión (unánime)                 | UFC 172                             | 26 de abril de 2014      | 3     | 5:00   | Baltimore, Maryland     | |
| Victoria      | 12–1 (1) | Lyoto Machida            | Decisión (unánime)                 | UFC 163                             | 3 de agosto de 2013      | 3     | 5:00   | Río de Janeiro          | |
| Victoria      | 11–1 (1) | Vinny Magalhães          | Decisión (unánime)                 | UFC 159                             | 27 de abril de 2013      | 3     | 5:00   | Newark, Nueva Jersey    | |
| Victoria      | 10–1 (1) | Wagner Prado             | Sumisión (anaconda choke)          | UFC 153                             | 13 de octubre de 2012    | 2     | 4:29   | Río de Janeiro          | |
| Sin resultado | 9–1 (1)  | Wagner Prado             | Sin resultado (piquete accidental) | UFC on Fox: Shogun vs. Vera         | 4 de agosto de 2012      | 1     | 1:28   | Los Ángeles, California | Davis metió los dedos en el ojo de Prado.                                                                        |
| Derrota       | 9–1      | Rashad Evans             | Decisión (unánime)                 | UFC on Fox: Evans vs. Davis         | 28 de enero de 2012      | 5     | 5:00   | Chicago, Illinois       | Eliminatoria por el título.                                                                                      |
| Victoria      | 9–0      | Antônio Rogério Nogueira | Decisión (unánime)                 | UFC Fight Night: Nogueira vs. Davis | 26 de marzo de 2011      | 3     | 5:00   | Seattle, Washington     | |
| Victoria      | 8–0      | Tim Boetsch              | Sumisión (Mr. Wonderful)           | UFC 123                             | 20 de noviembre de 2010  | 2     | 2:55   | Auburn Hills, Míchigan  | Sumisión de la Noche; Sumisión del Año (2010).                                                                   |
| Victoria      | 7–0      | Rodney Wallace           | Decisión (unánime)                 | UFC 117                             | 7 de agosto de 2010      | 3     | 5:00   | Oakland, California     | |
| Victoria      | 6–0      | Alexander Gustafsson     | Sumisión (anaconda choke)          | UFC 112                             | 10 de abril de 2010      | 1     | 4:55   | Abu Dhabi               | |
| Victoria      | 5–0      | Brian Stann              | Decisión (unánime)                 | UFC 109                             | 6 de febrero de 2010     | 3     | 5:00   | Las Vegas, Nevada       | UFC debut. |
| Victoria      | 4–0      | David Baggett            | Sumisión (rear-naked choke)        | UCFC                                | 27 de junio de 2009      | 1     | 3:37   | Pittsburgh, Pensilvania | |
| Victoria      | 3–0      | Terry Cohens             | TKO (golpes)                       | UWC 6                               | 25 de abril de 2009      | 1     | 4:29   | Fairfax, Virginia       | |
| Victoria      | 2–0      | Josh Green               | KO (golpe)                         | PFC 12                              | 22 de enero de 2009      | 1     | 1:49   | Lemoore, California     | |
| Victoria      | 1–0      | Brett Chism              | Decisión (unánime)                 | No Boundary                         | 11 de octubre de 2008    | 2     | 5:00   | Plymouth, Massachusetts | |